# Lars Tirén (skogsforskare)
Lars Tirén, född 3 mars 1896 i Göteborg, död 9 oktober 1958 i Stockholm, var en svensk skogsforskare.
Lars Tirén var son till provincialläkaren Otto Tirén och Hulda Erika Henrietta Englund, och brorson till Johan Tirén och Karl Tirén. Han avlade studentexamen i Sundsvall 1916 och utexaminerades från Skogshögskolan 1922. Han blev extra jägmästare 1924 och var assistent vid Skogshögskolan 1924 och 1925 samt assistent i Västra Stensele revir i Lappland 1924 och i Hede revir i Härjedalen 1925. 1927 blev han assistent och 1944 försöksledare vid Statens skogsförsöksanstalt (från 1945 skogsforskningsinstitutet), och från 1945 var han professor och föreståndare för skogsavdelningen där (han var tillförordnad föreståndare 1944–1945). År 1946 invaldes han i Lantbruksakademien. Tirén publicerade en mängd arbeten rörande skogsskötsel och ägnade sig inom det området särskilt åt föryngringsforskning, där han införde modern fältförsöksmetodik i Sverige. Han var även verksam inom skogsuppskattningen och skogsteknologin. Bland hans skrifter, publicerade i skogsförsöksanstaltens respektive skogsforskningsinstitutets meddelanden och annan fackpress, märks Einige Untersuchungen über die Schaftform (1927–1928), Über Grundflächenberechnung und ihre Genauigkeit (1929), Nyare fältförsöksmetodik...  (1932–1934), Om granens kottsättning, dess periodicitet och samband med temperatur och nederbörd (1935), Om aptering för ernående av största möjlig toppmätta kubikmassa (1935), Skogshistoriska studier i trakten av Degerfors i Västerbotten (1937), Till frågan om hyggesmognadens betydelse vid skogsodling (1940–1941) och Om den naturliga föryngringen på obrända hyggen i norrländsk granskog (1950).